# هماشاه سلطان (دختر شاهزاده محمد)
هماشاه سلطان، (تولد ۱۵۴۳/۴۴ مانیسا – مرگ ۱۵۹۰ استانبول) تنها فرزند و دختر شاهزاده محمد و هم‌چنین نوه سلیمان قانونی و خرم سلطان بود.

## زندگی
هماشاه سلطان چند ماه پیش از مرگ پدرش متولد شد. وی بعد از مرگ پدرش تحت سرپرستی مادربزرگش قرار گرفت و به همراه با او به استانبول رفت. او یکی از دو نوه مورد علاقه سلیمان قانونی در کنار عایشه هماشاه سلطان بود و برایش نامه می‌نوشت‌. او درسال ۱۵۶۴ صفیه سلطان را به پسر عموی خود مراد سوم هدیه کرد.  
هماشاه سلطان در سال ۱۵۶۶ با داماد فرهاد پاشا ازدواج کرد. فرهاد پاشا به عنوان سومین وزیر خدمت می‌کرد و کاخ آن‌ها در محوطه کاخ قدیمی قرار داشت. آن‌ها پنج فرزند به‌نام‌های؛ مصطفی پاشا، حسن بیگ، ابراهیم پاشا، عثمان بیگ و فاطمه خانم سلطان بودند.     
فرهاد پاشا در سال ۱۵۷۵ فوت شد و هماشاه شش ماه بعد از مرگش با لالا مصطفی‌ پاشا ازدواج کرد. او از این ازدواج صاحب یک پسر شد، عبدالله بیگ اما مصطفی پاشا در سال ۱۵۸۰ فوت شد. هماشاه در سال ۱۵۸۲ با غازی محمد پاشا برادر داماد ابراهیم پاشا که والی شمال کردستان بود ازدواج کرد.   
هماشاه سلطان در سال ۱۵۹۰ فوت شد و در مقبره پدرش در مسجد شاهزاده کنار شاهزاده محمد و شاهزاده جهانگیر دفن شد.  